# سعاد مكاوي
سعاد مكاوي (19 نوفمبر 1928  - 20 يناير 2008)، ممثلة ومغنية مصرية.

## عنها
هي ابنة الملحن محمد مكاوي. بدأت حياتها بأغاني المنولوجات تزوجت من المخرج عباس كامل، وتزوجت محمد الموجي ثم من الدكتور محمد إسماعيل الموسيقار المعروف انقطعت عن الطرب لسنوات
- عادت في التسعينات إلى الساحة الغنائية
- غنت مع ليلى مراد في فيلم 'ليلي بنت الأغنياء' أغنية سلم علي
- اشتهرت بتقديم الثنائيات الغنائية بالسينما مع إسماعيل ياسين مثل دويتو عايز أروح في فيلم المليونير
- قدمت قرابة 500 أغنية و 18 فيلما
- عاشت سنوات عمرها في حي باب الخلق بوسط القاهرة.

## أشهر أغنياتها
- لما رمتنا العين
- آلوا البياض أحلا
- وحشني كتير
- أكبر من النسيان
- بطولة أوبريت إذاعي' عواد باع أرضه

## مثلت في أكثر من 18 فيلما
من أعمالها: -
- 1946 صاحب بالين
- 1947 بنت المعلم
- 1948 شمشون الجبار، البوسطجي
- 1949 حدوة الحصان، منديل الحلو، كلام الناس
- 1950 أسمر وجميل، عيني بترف، المليونير
- 1951 جزيرة الأحلام، خد الجميل، خبر أبيض
- 1952 حضرة المحترم
- 1953 مجلس الإدارة، المقدر والمكتوب، لسانك حصاناك، أنا ذنبي إيه
- 1955 نهارك سعيد، تار بايت
- 1967 غازية من سنباط

## روابط خارجية
- سعاد مكاوي على موقع IMDb (الإنجليزية)
- سعاد مكاوي على موقع الدهليز
- سعاد مكاوي على موقع قاعدة بيانات الأفلام العربية